# Robert Ramsey (sceneggiatore)
Robert Ramsey (1962) è uno sceneggiatore inglese.

## Biografia
Dopo essersi laureato nel 1985 alla Medill School of Journalismal della Northwestern University di Evanston nell'Ohio, dal 1993 ha iniziato a lavorare nel cinema realizzando la sceneggiatura o il soggetto di diversi film statunitensi come Soul Men, L'uomo di casa, Prima ti sposo, poi ti rovino e Big Trouble - Una valigia piena di guai.

## Filmografia
- Soul Men (2008) (soggettista)
- L'uomo di casa (2005) (sceneggiatore)
- Prima ti sposo, poi ti rovino (2003) (soggettista e sceneggiatore)
- Big Trouble - Una valigia piena di guai (2002) (sceneggiatore)
- Life (1999) (soggettista)
- Mister Destiny (1995) (soggettista)
- Johnny Bago (serie TV, 1993) (sceneggiatore)